# Academy of Nutrition and Dietetics
L'Academy of Nutrition and Dietetics (ex American Dietetic Association) è la principale organizzazione dei professionisti dell'alimentazione e della nutrizione degli Stati Uniti e la più grande al mondo,
con oltre 100.000 membri. Approssimativamente il 75% dei membri sono dietisti registrati e circa il 4% sono tecnici dietisti registrati. Gli altri membri sono ricercatori, professori, studenti, clinici e dietisti professionisti, consulenti e amministratori di servizi per la nutrizione.
L'Academy è stata fondata nel 1917 a Cleveland, nell'Ohio, da un gruppo di donne guidate da Lenna F. Cooper e dal primo presidente dell'Academy, Lulu C. Graves, che si dedicarono ad aiutare il governo nello sviluppo di tecniche per la conservazione degli alimenti e a migliorare la salute pubblica durante la Prima Guerra Mondiale. Attualmente l'Academy ha sede a Chicago, nell'Illinois.
La missione dell'Academy è quella di "guidare il futuro della dietetica". Il concetto centrale dell'Academy è che i propri membri rappresentano la risorsa di maggior valore per i servizi di alimentazione e nutrizione.

## Certificazioni

### Dietisti Registrati (RD)
I requisiti richiesti per i dietisti registrati comprendono:
- Corso minimo accademico con piano di studi riconosciuto dal programma dell'Academy per la formazione di dietisti. Il piano di studi include scienze dell'alimentazione, nutrizione, informatica, biochimica, microbiologia, chimica, sociologia, gestione aziendale e fisiologia.
- Completamento di un riconosciuto programma di apprendistato con supervisione presso una struttura sanitaria, un ente sociale o un organismo di servizi per la nutrizione.
- Superamento di un esame per la registrazione di dietista.
- Mantenimento della registrazione con l'integrazione continua degli aggiornamenti professionali.

Approssimativamente il 75% di tutti i soci dell'Academy sono dietisti registrati. Un altro 4% sono tecnici dietisti registrati (DTR). Circa metà di tutti i soci dell'Academy hanno titoli accademici superiori (master o dottorati).

### Tecnici Dietisti Registrati (DTR)
I tecnici dietisti lavorano con i dietisti e seguono un percorso simile sebbene per l'istruzione richiesta è sufficiente un corso di livello inferiore.

## Programmi di istruzione professionali
La Commission on Accreditation for Dietetics Education (CADE) dell'Academy è riconosciuta dal Consiglio di accreditamento dell'istruzione superiore e dal Dipartimento di istruzione degli Stati Uniti come agenzia accreditata per programmi di istruzione per la preparazione di dietisti professionisti. La CADE riconosce e approva più di 600 programmi didattici per studenti universitari, laureati e tecnici dietisti e programmi di pratica supervisionata.

## Academy of Nutrition and Dietetics Foundation
L'Academy of Nutrition and Dietetics Foundation (originariamente American Dietetic Association Foundation) è stata costituita nel 1966 come un ente pubblico. La sua missione è quella di sostenere il futuro della professione dei dietisti con la ricerca e l'insegnamento. Nella sua visione la fondazione si propone come guida nella promozione e nel raggiungimento di un peso corretto per i bambini, aiutando a ridurre la crescente diffusione dell'obesità infantile. La fondazione realizza i suoi obiettivi fornendo supporto alla ricerca e all'istruzione e con programmi di prevenzione pubblica. Per l'anno accademico 2006/07, la fondazione ha investito nel futuro della professione dei dietisti assegnando circa 270.000 dollari per più di 200 borse di studio per laureati e studenti universitari e per corsi di aggiornamento.

## Attività dell'Academy of Nutrition and Dietetics
L'Academy pubblica documenti di posizione ufficiale sulla salute pubblica riguardanti la pediatria, le tecnologie degli alimenti, la sicurezza alimentare, la geriatria, il miglioramento dell'assistenza sanitaria, l'obesità e tutte le altre tematiche connesse agli alimenti e alla nutrizione. L'associazione sponsorizza anche il Mese nazionale della nutrizione negli USA, che si svolge a marzo. Per meglio comunicare con il governo degli USA, l'Academy ha i suoi uffici a Washington, DC.

## Pubblicazioni integrative
Il Journal of the Academy of Nutrition and Dietetics è una pubblicazione mensile peer-reviewed impegnata nel campo dietetico, con ricerche originali, revisioni critiche e relazioni sulla dietetica e sulla nutrizione umana.